# Castelo Dunollie

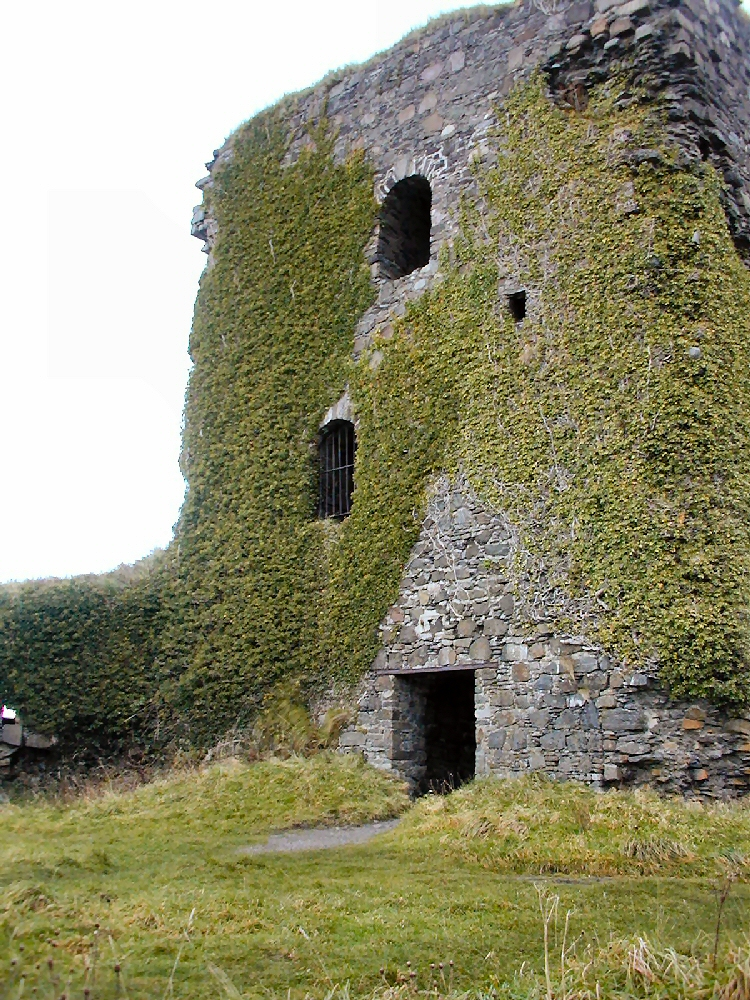
Castelo Dunollie, Escócia.

O Castelo Dunollie (em língua inglesa Dunollie Castle) é um castelo atualmente em ruínas localizado em Kilmore and Kilbride, Argyll and Bute, Escócia. 
Encontra-se classificado na categoria "A" do "listed building" desde 20 de julho de 1971.